# Сылвож (деревня)
Сылвож — деревня в Кудымкарском районе Пермского края. Входила в состав Ленинского сельского поселения. Располагается на реке Сылвожанке южнее от города Кудымкара. Расстояние до районного центра составляет 34 км. По данным Всероссийской переписи населения 2010 года, в деревне проживало 89 человек (41 мужчина и 48 женщин).

## История
По данным на 1 июля 1963 года, в деревне проживало 106 человек. Населённый пункт входил в состав Ленинского сельсовета.